# Nicolás Dueñas
Nicolás Dueñas Navarro (18 de junho de 1941 - 2 de novembro de 2019) foi um actor espanhol. Ele alcançou a fama com a peça de teatro Toc Toc. Mais tarde, tornou-se actor regular em filmes espanhóis e apareceu em filmes como El crimen de Cuenca (1980), Gary Cooper, que estás en los cielos... (1981), Divinas palabras (1987) e Tu nombre envenena mis sueños (1996). Ele também actuou numa série de televisão chamada 'Aquí no hay quien viva'.
Ele era o pai da actriz vencedora do Prémio Goya, Lola Dueñas.